# 50000 Кваоар
Тази статия се отнася до транснептуновия обект Кваоар. За бога на племето Тонгва (Tongva) виж Кваоар.
50000 Кваоар (Quaoar) е транснептунов обект в пояса на Кайпер. Открит е на 4 юни 2002 г. от екип от астрономи, включващ Чадуик Трухильо и Майкъл Браун от Калифорнийския технологичен институт, от снимки, направени в обсерваторията Паломар, използвайки системата за откриване на близкоземни астероиди NEAR разработка на JPL.
За Кваоар се смята, че има диаметър от 1200 километра, който непосредствено след неговото откриване го издигна до най-големия новооткрит обект в Слънчевата система след Плутон (впоследствие е задминат от 90377 Седна). Орбитата му лежи на около 6 милиарда километра от Слънцето и орбиталният му период е 286 години.
Името на Кваоар и на другите планетоиди е заимствано от митологична фигура (виж планетарна номенклатура). Кваоар е името на божество от индианското племе тонгва. Като алтернативно означение се употребява и 2002 LM60.
Откриването на Кваоар допринася за неотдавнашното преразглеждане на дефиницията на планета. От една страна се смята, че то трябва да бъде разширено, за да обхваща обекти с големината на Плутон, Кваоар и Седна. От друга страна терминът мезопланета е предложен от Айзък Азимов за обекти с големина между тези на 1 Церера и Меркурий. Поясът на Кайпер е възможно да съдържа множество тела със значителни размери, някои учени дори смятат, че е въпрос на време да бъдат открити обекти по-големи от Плутон.
По отношение на своята орбита Кваоар е по-сходен с останалите планети, отколкото Плутон. Ексцентричната орбита на Плутон понякога го приближава до Слънцето толкова, че той става осмата планета, изпреварвайки временно Нептун. В допълнение Плутон се намира в орбитален резонанс с Нептун и по този начин не се намира на независима орбита около Слънцето. Кваоар от друга страна има много по-малък орбитален ексцентрицитет и остава на разстояние от Слънцето от около 40 АЕ. Пак поради голямата ексцентричност на орбитата на Плутон, Кваоар понякога е по-близо до Слънцето от Плутон.
За обекта се смята, че е съставен от смесица на скален материал и лед, подобно на другите обекти от пояса на Кайпер, но е с нехарактерно малко албедо от 0,1. За леда в повърхностните слоеве се смята че под въздействието на неизвестен механизъм се е изпарил. Очаква се мисията на НАСА Нови хоризонти да хвърли повече светлина върху строежа на Плутон, Кваоар и други обекти след 2015 г.
През 2004 г. са открити признаци за кристален лед на Кваоар, с температура от поне 110 K в последните 10 милиона години на обекта. Спекулира се относно източника на това затопляне. Предложени са теории от загряване вследствие на микрометеоритни сблъсъци до радиоактивен разпад във вътрешността на обекта.